# 악마와 계약연애
《악마와 계약연애》(Devil Number 4)는 매주 화요일 장진, 움비 작가가 네이버 웹툰 코너에 연재하고 있는 판타지, 로맨스 웹툰이다.

## 줄거리
아무것도 원하지 않는 인간 한나.
갑자기 나타난 악마와 영혼을 걸고 계약을 하게 되다?!